# Сито (аббатство)
Сито́ (фр. Cîteaux, лат. Cistercium) — один из важнейших и богатейших монастырей средневековой Франции; родина ордена цистерцианцев, по которому тот получил своё название. Аббатство было основано в Бургундии в 1098 году святым Робертом Молемским. Рядом с ним возникла коммуна Сен-Никола-ле-Сито (департамент Кот-д’Ор). С 1898 года монахи принадлежат к ордену траппистов.

## История

### Основание
В 1098 году Роберт Молемский, недовольный упадком строгости и благочестия в Молемском монастыре, с разрешения лионского архиепископа покинул Молем с 20 братьями с целью основать новую обитель, где царил бы первоначальный строгий дух западного монашества, основанный на строгом соблюдении устава святого Бенедикта. Виконт города Бон даровал святому Роберту принадлежавшую ему долину в глухом лесу к югу от Дижона, где выходцы из Молема и основали монастырь Сито. По традиции считается, что монастырь был основан 21 марта. Сито стал первым из монастырей нового ордена, получившего затем по этому монастырю имя цистерцианцы. Святой Роберт стал первым настоятелем Сито; второй и третий настоятели монастыря — святой Альберих и святой Стефан Хардинг были в числе двадцати человек, покинувших Молем вместе с Робертом.

### Расцвет

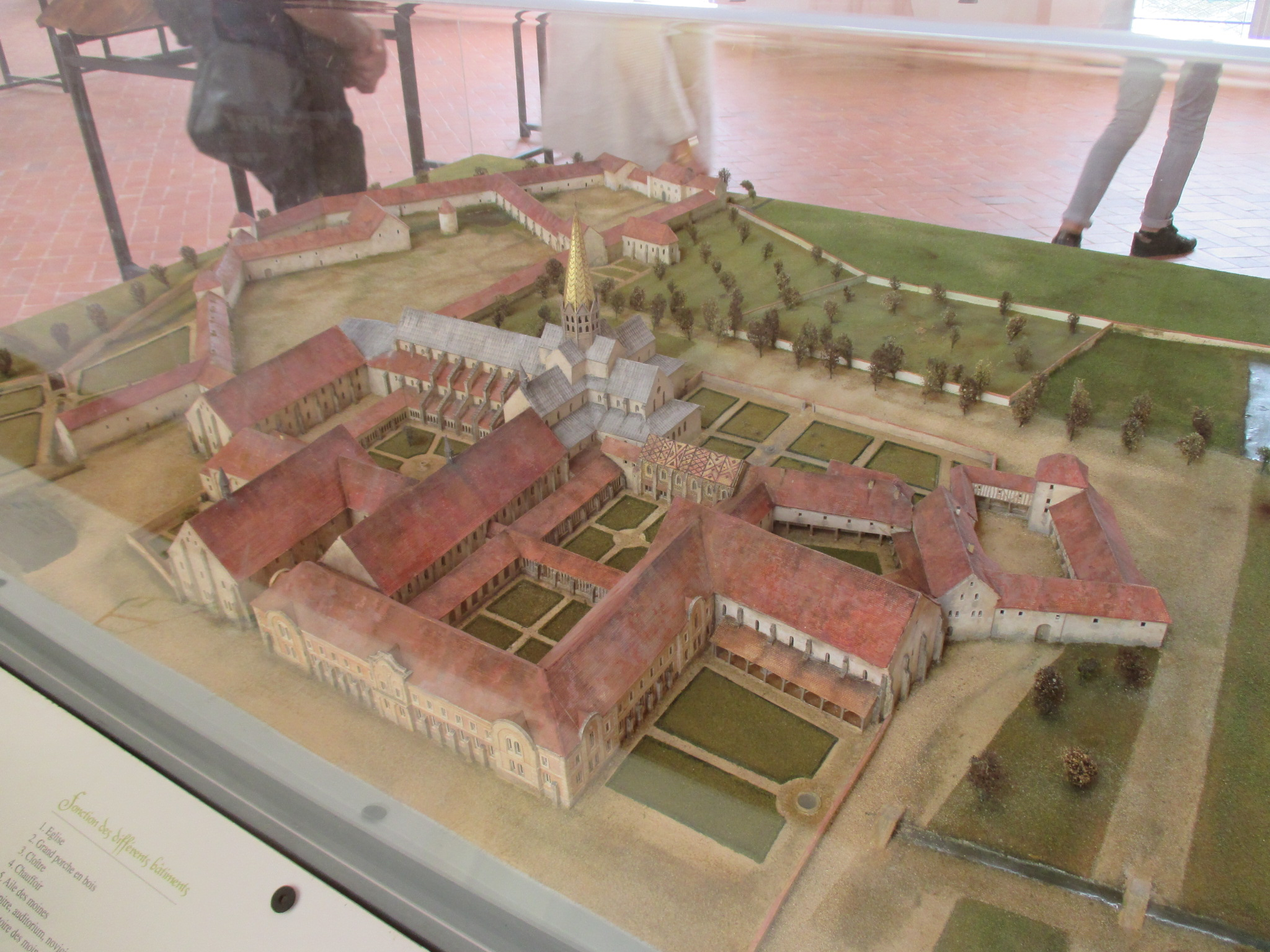
Сито в 1674 году (до сноса части зданий революционерами)

До 1113 года Сито оставался единственным монастырём цистерцианцев. Двумя событиями, способствовавшими стремительному росту ордена, стали назначение на пост настоятеля Сито деятельного Стефана Хардинга и вступление в ряды цистерцианцев святого Бернарда в 1112 году. В 1113 и 1114 году были основаны два первых дочерних монастыря — Лаферте и Понтиньи, а годом позже Клерво и Моримон. Написанная Стефаном Хардингом конституция ордена «Carta Caritatis» определяла особую роль пяти старейших цистерцианских монастырей, их настоятели составляли коллегию, управлявшую делами ордена. Строительство монастырской церкви Сито было начато в 1140 и закончено в 1193 году. В церкви был похоронен ряд герцогов Бургундии, в том числе Эд I.
В XII—XIII веках цистерцианский орден испытывал бурный рост, значительный вклад в который внёс святой Бернард Клервоский. В начале XIII века цистерцианцам принадлежало около 300 обителей, в конце того же века их было уже около 500. Сито превратилось в важный центр христианства в Европе, а его аббат в могущественную фигуру. Аббат Сито возглавлял орден и председательствовал на генеральном капитуле, собиравшемся раз в год в Сито; аббаты ближайших монастырей должны были ежегодно принимать в нём участие, аббаты более отдаленных — через более продолжительные промежутки времени. Роль монастыря Сито для ордена цистерцианцев подчёркивает их лозунг — «Cistercium Mater Nostra» (Сито — наша мать). Среди видных личностей того периода выделяется философ и богослов Алан Лилльский, бывший монахом Сито. В 1244 году Сито посещали король Франции Людовик IX Святой и его мать Бланка Кастильская. В XIII веке проводились большие работы по строительству новых зданий монастыря, который насчитывал уже несколько сотен монахов и конверзов. Аббатство имело скрипторий и большую библиотеку. В 1480 году она насчитывала около 1200 манускриптов, из которых до нашего времени дошло чуть более 300.
Сито было крупным производителем средневековых бургундских вин и владело многими из лучших виноградников. Монахи отбирали лучшие лозы, совершенствовали винодельческие технологии, научились определять наилучшие почвы и микроклиматы — по сути открыли значение терруара.

### Упадок и закрытие

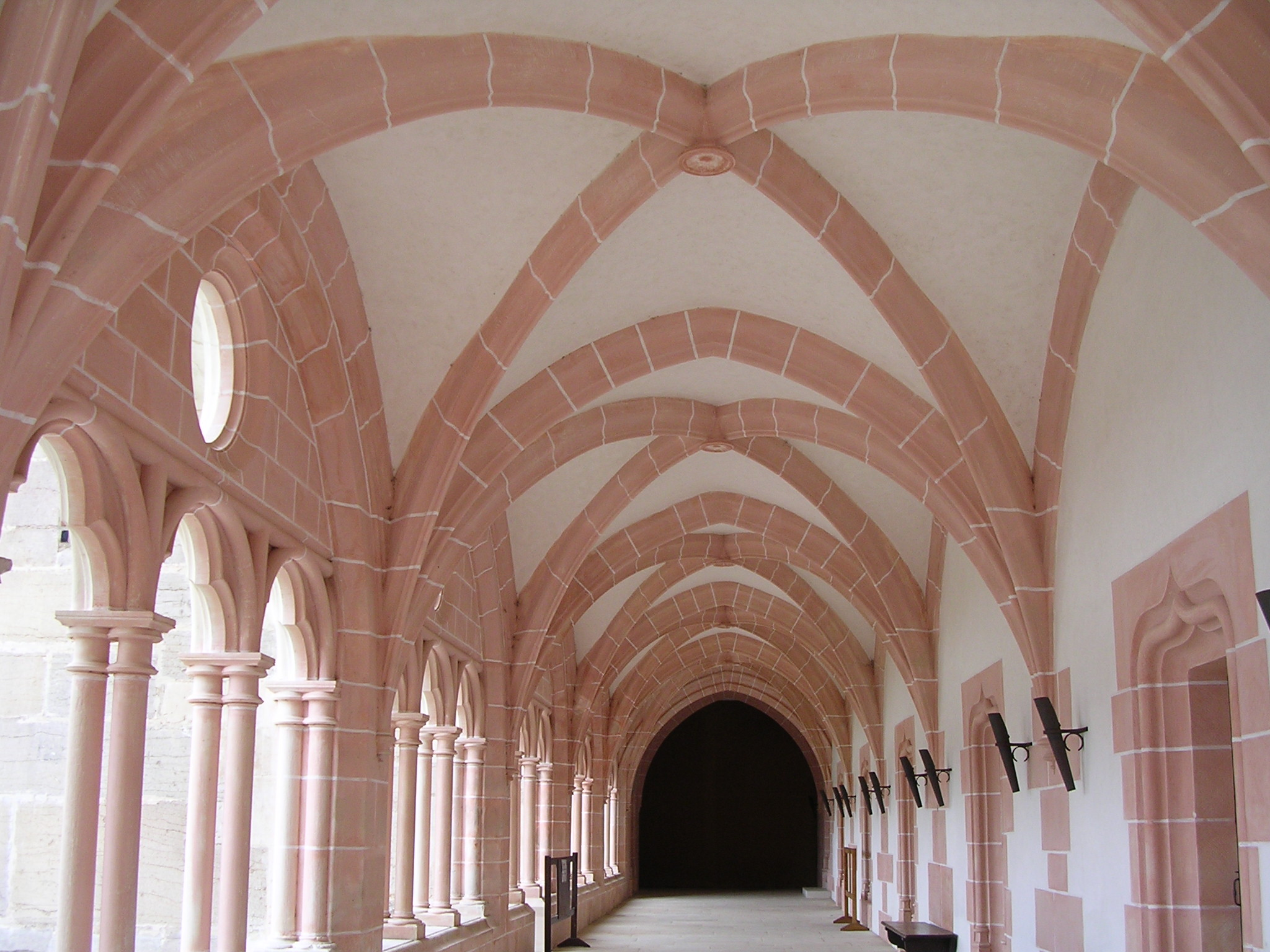
Клуатр

Во время Столетней войны монастырь пришёл в упадок, он четырежды подвергался набегам и грабежам, в 1360, 1365, 1434 и 1438 годах, но после окончания войны восстановил своё влияние.
В начале XVI века аббатство насчитывало около 200 монашествующих. В 1509 году было закончено строительство монастырской библиотеки. Во время религиозных войн во Франции конца XVI века Сито неоднократно подвергалось опустошению. Его экономика была подорвана. Чтобы обеспечить функционирование монастыря, Сито был вынужден распродавать свои земельные владения. В XVII веке Сито, как и сам цистерцианский орден, постепенно клонился к упадку. Ответом на ослабление нравов и общий упадок в цистерцианских монастырях стало движение за цистерцианскую реформу, вылившееся в появление в середине XVII века «Ордена цистерцианцев строгого соблюдения», впоследствии известных, как трапписты. К траппистам перешла значительная часть цистерцианских монастырей Франции, но колыбель ордена воздержалась от реформ. В 1698 году в Сито было только 72 монаха.
Несмотря на упадок ордена последний аббат Сито перед Великой французской революцией Франсуа Труве задумал ряд амбициозных строительных проектов в аббатстве, однако успел закончить только один — возведение большого жилого здания, которое было завершено в 1772 году (архитектор Ленуар) и сохранилось до наших дней. Прочим проектам помешала революция. В 1791 году аббатство было закрыто, а здания проданы с аукциона. Часть построек аббатства была разрушена, а камни использованы для строительства других зданий. То, что осталось было последовательно сахароварней, фаланстером и колонией для несовершеннолетних.

### Возрождение

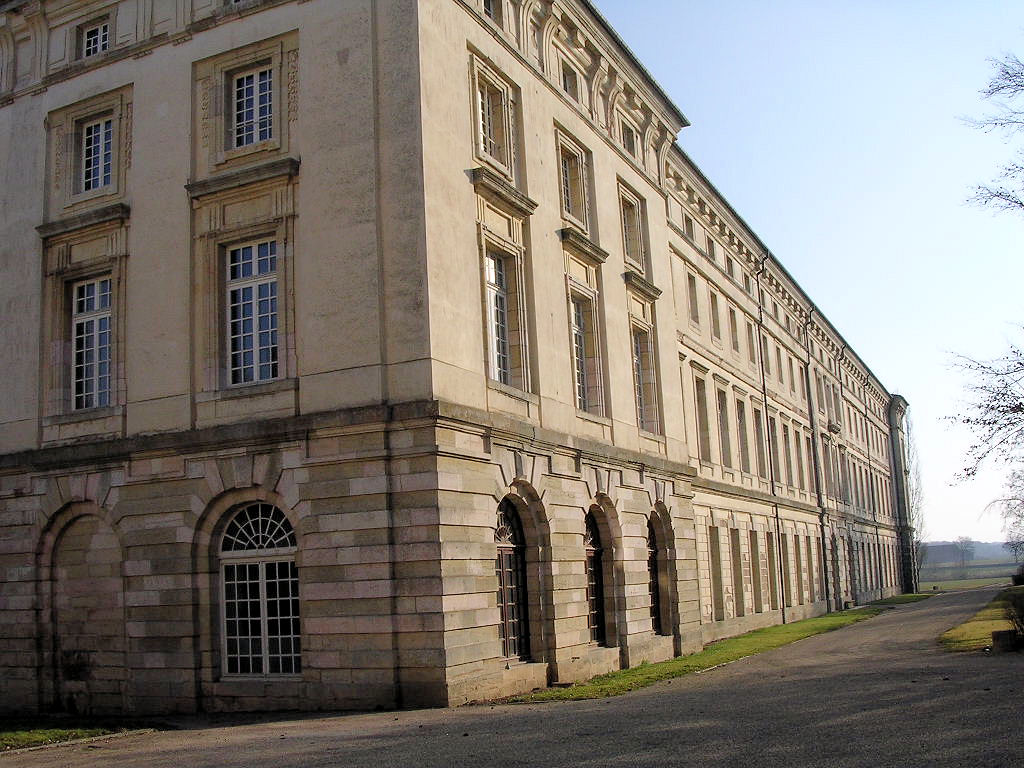
Жилое здание Ленуара (1772 год)

В 1898 году остатки аббатства были выкуплены, после чего там был восстановлен монастырь. Сито было возрождено, как обитель траппистов — «цистерцианцев строгого соблюдения», в этом качестве аббатство функционирует по настоящее время.
Из исторических зданий аббатства Сито сохранились: библиотека (XV век), здание капитулов (XVII век), большое жилое здание (1772 год), где и живут сейчас монахи аббатства. По данным на начало XXI века братия Сито насчитывала 35 монашествующих.